# Partiboi69

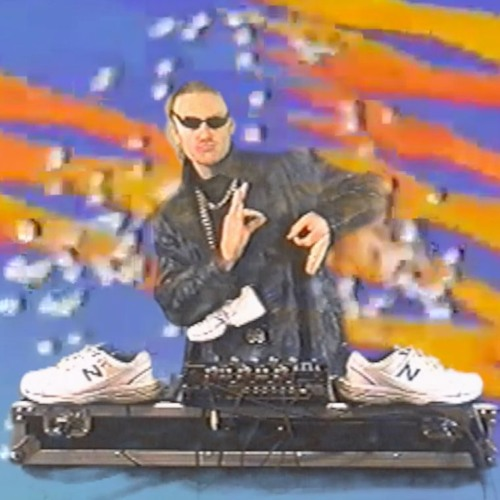
Partiboi69 (2018)

Partiboi69 (bürgerlich Fin Bradley) ist ein australischer Musiker und DJ der elektronischen Musik, sowie Chief Executive Officer von Mutual Pleasure Records aus Melbourne.
Seine Musikgenres sind Ghetto House, Miami Bass, Electro und Detroit Techno.
Er gehört der Technoszene in Melbourne an. Vor seiner Karriere in der elektronischen Musik spielte er in Bands. Sein früherer Künstlername war „Stingray“. 2018 begann er, unter seinem aktuellen Künstlernamen aufzutreten. In seiner frühen DJ-Karriere trat er regelmäßig im Nachtclub Yah Yah's in Melbourne auf. Später erlangte er Bekanntheit, nachdem Musikvideos und DJ-Sets auf seinem YouTube-Kanal viral gegangen waren. Er ist auch für seine YouTube-Musikvideos bekannt, die teils anzüglich-humoristisch oder absurd sind. Sein Markenzeichen ist die 69, für die gleichnamige Sexstellung.
Im Jahr 2022 war er im australischen Triple Js Mix Up zu hören, später im selben Monat trat er im Berliner Techno-Club Berghain auf. Im Februar 2023 führte er ein Boiler-Room-Set auf.
Im Juli 2022 wurde er neben anderen Künstlern von Anu Shukla von Resident Advisor für sein häufiges Sampling von Ghettotech-Musik in einem Artikel kritisiert, in dem er Kritik an der kulturellen Aneignung äußerte.
Seine Schwester Nuala Bradley ist unter dem Künstlernamen Juicy Romance DJ und Musikproduzentin. Sie arbeitet und lebt in London.

## Diskografie

### Alben
- 69 Juice (Unprotected Records, 2020)

### Singles & EPs
- Unprotected (Unprotected Records, 2019)
- Booty Flow (Mutual Pleasure, 2019)
- Spicy Señorita (selbst herausgebracht, 2020)
- Always Keep It 69 Remixes (Mutual Pleasure, 2020)
- Bathe With Me (selbst herausgebracht, 2020)
- UNPREC069.1 – Bootlegs  (Unprotected Records, 2021)
- MUPL002 (Mutual Pleasure, 2021)
- Naughty By Nature (zusammen mit Mcr-t, Mutual Pleasure, 2023)
- Ride Hard (Pleasure Trax, 2023)
- Call Of The Void (Running Back, 2024)

### Miscellaneous
- Freaky Dreamz Remixes (Mutual Pleasure, 2021)
- Feed Me Data (Mutual Pleasure, 2021)
- Show Me (selbst herausgebracht, 2021)
- Inside Out (zusammen mit murmurmur, Sweat It Out!, 2022)
- Dog Syndicate (zusammen mit Mainline Magic Orchestra, 2022)